# Список заслуженных тренеров СССР (шашки)

Заслуженный тренер СССР по шашкам — почётное звание в СССР. Звания Заслуженный тренер СССР удостоены 12 шашечных тренеров (1957—1987).
| 1960 год |                            |            |                         |        |  |  |
| 1        | Миротин Борис Абрамович    | ??.??.1960 | ??.??.1903 — ??.??.1983 | Москва |  |  |
| 1964 год |                            |            |                         |        |  |  |
| 1        | Курносов Николай Матвеевич | ??.07.1964 |                         | Москва |  |  |

## 1964
- Сидлин, Абрам Моисеевич

## 1966
- Рамм, Лев Моисеевич
- Хачатуров, Николай Христофорович (1911—1968)

## 1967
- Барский, Юрий Петрович
- Виндерман, Абрам Иосифович

## 1980
- Дружинин, Борис Иванович

## 1984
- Кац, Михаил Александрович

## 1985
- Чеховской, Александр (1944 г.р.)

## 1986
- Сальников, Алексей Алексеевич

## 1987
- Вирный, Александр Яковлевич